# Wiktor Andrejewitsch Toponogow

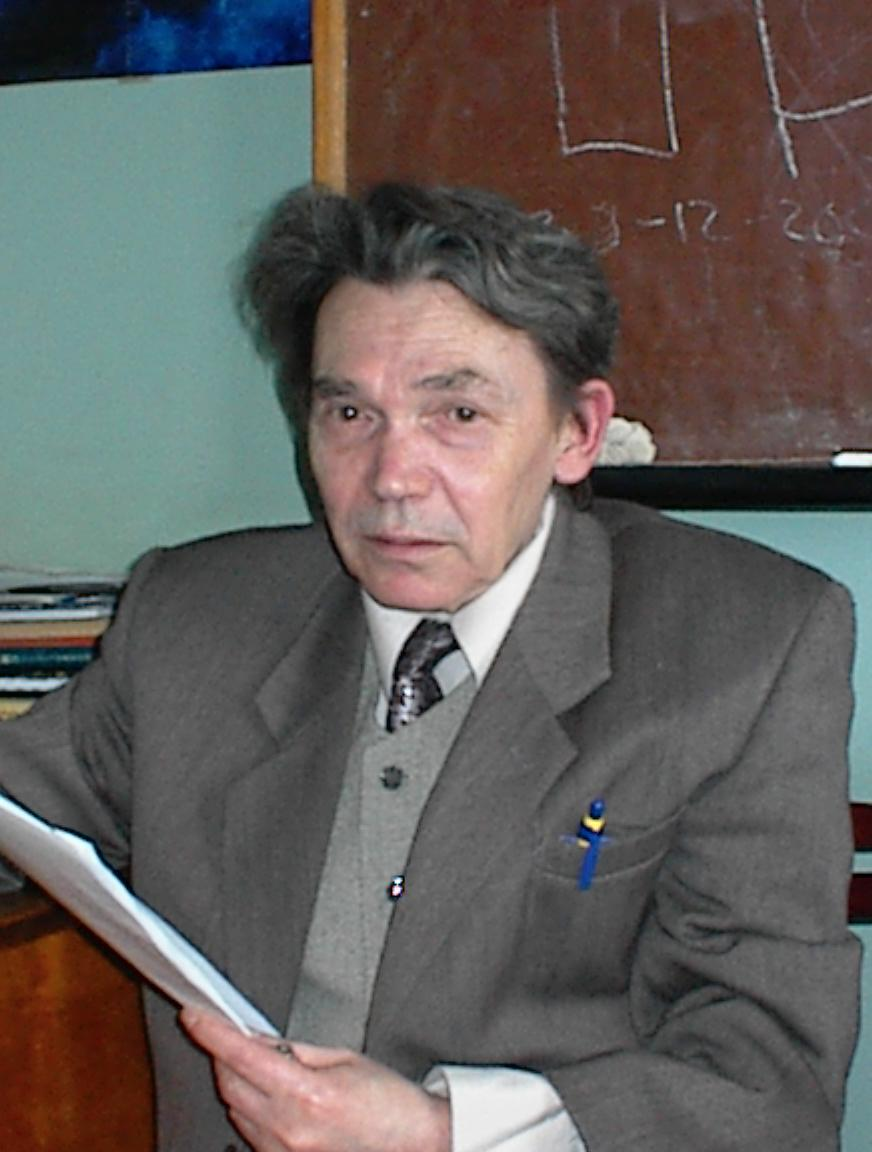
Toponogow

Wiktor Andrejewitsch Toponogow, russisch Ви́ктор Андре́евич Топоно́гов, englische Transkription Victor Andreevich Toponogov, (* 6. März 1930 in Tomsk; † 21. November 2004 in Nowosibirsk) war ein russischer Mathematiker, der sich mit Differentialgeometrie (Riemannsche Geometrie) befasste.

## Leben
Toponogow studierte Mathematik an der Staatlichen Universität Tomsk mit dem Abschluss 1953. Seine Karriere war dadurch behindert, dass sein Vater als Feind des Volkes galt und dem Stalinschen Terror zum Opfer fiel. Das besserte sich etwas nach Stalins Tod 1953. Nach seinem Abschluss ging Toponogow nach Nowosibirsk an das Institut für Radiophysik und Elektronik von Juri Borissowitsch Rumer und promovierte 1958 an der Lomonossow-Universität bei Abram Iljitsch Fet. 1961 ging er an das neu gegründete Institut für Mathematik des Sibirischen Zweigs der Sowjetischen Akademie der Wissenschaften in Nowosibirsk. 1968 habilitierte er sich (russischer Doktortitel) mit der Dissertation Extremale Probleme für Riemannsche Räume mit von oben beschränkter Krümmung. 1980 bis 1982 war er Vizedirektor des Instituts für Mathematik und 1982 bis 2000 Laborleiter im Institut. 2001 wurde er leitender Wissenschaftler der Abteilung Analysis und Geometrie.
Toponogow war von Fet (der ein Schüler von Lasar Aronowitsch Ljusternik war und sich mit Differentialgeometrie im Großen, Topologie und Variationsrechnung befasste) und dem Geometer Alexander Danilowitsch Alexandrow beeinflusst, der synthetische Methoden in der Differentialgeometrie wieder in den Vordergrund rückte.
Der Satz von Toponogow aus seiner Promotion von 1958 macht eine Aussage über den Vergleich geodätischer Dreiecke in einem Punkt in Abhängigkeit von einer unteren Schranke für die Krümmung (er beruht auf Arbeiten von Alexandrow). Er war Ausgangspunkt weiterer Forschungen über den Zusammenhang von Eigenschaften von Geodäten, Krümmung und Topologie.
Später befasste er sich mit der Einbettung zweidimensionaler Flächen im dreidimensionalen euklidischen Raum.
Er war Invited Speaker auf dem Internationalen Mathematikerkongress in Moskau 1966.
CAT(k)-Räume wurden 1987 von Michail Leonidowitsch Gromow nach Elie Cartan, Alexander Danilowitsch Alexandrow und Toponogow benannt.

## Schriften
- Differential geometry of curves and surfaces. A concise guide, Birkhäuser 2006